# Carl Sagan
Carl Edward Sagan (Nova Iorque, 9 de novembro de 1934 — Seattle, 20 de dezembro de 1996) foi um cientista planetário, astrônomo, astrobiólogo, astrofísico, escritor, divulgador científico e ativista norte-americano. Sagan é autor de mais de 600 publicações científicas e também de mais de vinte livros de ciência e ficção científica.
Foi durante a vida um grande defensor do ceticismo e do uso do método científico. Promoveu a busca por inteligência extraterrestre através do projeto SETI e instituiu o envio de mensagens a bordo de sondas espaciais, destinadas a informar possíveis civilizações extraterrestres sobre a existência humana. Mediante suas observações da atmosfera de Vênus, foi um dos primeiros cientistas a estudar o efeito estufa em escala planetária. Também fundou a organização não governamental Sociedade Planetária e foi pioneiro no ramo da exobiologia. Sagan passou grande parte da carreira como professor da Universidade Cornell, onde foi diretor do laboratório de estudos planetários. Em 1960 obteve o título de doutor pela Universidade de Chicago.
Sagan é conhecido por seus livros de divulgação científica e pela premiada série televisiva de 1980 Cosmos: Uma Viagem Pessoal, que ele mesmo narrou e coescreveu. O livro Cosmos foi publicado para complementar a série. Sagan escreveu o romance Contact, que serviu de base para um filme homônimo de 1997. Em 1978, ganhou o Prémio Pulitzer de Não Ficção Geral pelo seu livro The Dragons of Eden. Morreu aos 62 anos, de pneumonia, depois de uma batalha de dois anos com uma rara e grave doença na medula óssea (mielodisplasia).
Ao longo de sua vida, recebeu vários prêmios e condecorações pelo seu trabalho de divulgação científica. Sagan é considerado um dos divulgadores científicos mais carismáticos e influentes da história, graças a sua capacidade de transmitir as ideias científicas e os aspectos culturais ao público não especializado.

## Infância e adolescência
Carl Sagan nasceu no Brooklyn, Nova Iorque, em uma família de judeus ucranianos. Seu pai, Samuel Sagan, era um operário da indústria têxtil nascido em Kamenets-Podolsk, Ucrânia. Sua mãe, Rachel Molly Gruber, era uma dona de casa de Nova Iorque. Carl Sagan recebeu este nome em homenagem à mãe biológica de sua mãe, Chaiya Clara, "A mãe que ela nunca conheceu" nas palavras de Sagan. Sagan concluiu o ensino secundário na escola Rahway High School, em Rahway, Nova Jérsei, em 1951.
Sagan tinha uma irmã, Carol, e ele e sua família viviam em um modesto apartamento em Bensonhurst, um bairro do Brooklyn. De acordo com Sagan, eles eram judeus reformistas, o mais liberal dos três grupos do Judaísmo. Ambos, Carl e Carol, concordavam que seu pai não era especialmente religioso, porém sua mãe "definitivamente acreditava em Deus, e participava ativamente no templo... e se servia apenas de carne Cashrut". Durante o auge da Grande Depressão, seu pai trabalhou como porteiro de cinema.
Segundo o biógrafo Keay Davidson, a personalidade de Sagan foi o resultado de suas estreitas relações com ambos os pais, que eram às vezes opostos um do outro. Sua mãe tinha sido uma mulher que conheceu a "extrema pobreza enquanto criança", e tinha crescido quase sem teto em meio à cidade de Nova Iorque durante a Grande Guerra e a década de 20. Ela tinha suas próprias ambições intelectuais quando era jovem, mas estes sonhos foram bloqueados por restrições sociais, principalmente por causa de sua pobreza, e por ela ter se tornado mãe e esposa, além de sua etnia judaica. Davidson observa que ela, portanto, "adorava seu único filho, Carl. Ele iria realizar seus sonhos não realizados".

Entretanto, o seu "sentimento de admiração" veio do pai, um fugitivo do Czar. Em seu tempo livre, este dava maçãs aos pobres, ou ajudava a suavizar as tensões entre patrões e operários na tumultuada indústria têxtil de Nova Iorque. Ainda que intimidado pelo brilhantismo de Carl, por suas infantis perguntas sobre estrelas e dinossauros, Sam ajudou a transformar a curiosidade de seu filho em parte de sua educação. Em seus últimos anos como cientista e escritor, Sagan frequentemente usava suas memórias de infância para ilustrar questões científicas, como fez em seu livro Shadows of Forgotten Ancestors. Sagan descreveu a influência dos seus pais em sua forma de pensar dizendo:
Meus pais não eram cientistas. Eles não sabiam quase nada sobre ciência. Mas ao me introduzirem simultaneamente ao ceticismo e ao saber, ensinaram-me os dois modos de pensamento coexistentes e essenciais para o método científico.

### Feira Mundial de 1939
Em seu livro O Mundo Assombrado Pelos Demônios, Sagan lembra que uma de suas melhores experiências foi quando, em sua infância, seus pais o levaram para a Feira Mundial de 1939, em Nova Iorque. As exposições desta feira tornaram-se um marco em sua vida.

Ele relembra o diorama da exibição "America of Tomorrow" (América do Amanhã): "Havia belas rodovias com trevos e pequeninos carros da General Motors, todos transportando pessoas para arranha-céus, edifícios com belos pináculos, arcobotantes - parecia ótimo!". Em outras exposições, lembrou-se de ter visto uma lanterna brilhar em uma célula fotoelétrica. Ele também testemunhou a tecnologia do futuro da mídia que iria substituir o rádio: a televisão! Sagan escreveu:
Claramente, o homem realizou maravilhas de um modo que eu nunca tinha imaginado. Como poderia um tom tornar-se uma imagem e luz tornar-se um ruído?
Ele também conta que viu um dos eventos mais divulgados da feira, o enterro de uma cápsula do tempo em Flushing Meadows, que continha algumas lembranças da década de 1930 para serem recuperadas por descendentes dos humanos em um futuro milênio. "As cápsulas do tempo sempre excitaram Carl", escreve o biógrafo Keay Davidson. Quando adulto, Sagan e seus colegas criaram algumas cápsulas do tempo similares, que seriam enviadas para o espaço; a placa Pioneer e o Voyager Golden Record, que foram produtos das experiências de Sagan na exposição.

### Segunda Guerra Mundial
Durante a Segunda Guerra Mundial, sua família estava preocupada com o destino de seus parentes europeus. Na época, Sagan, entretanto, geralmente desconhecia os detalhes da guerra que estava em curso. Ele escreve: "Claro, tínhamos parentes que foram capturados pelo Holocausto. Hitler de fato não era uma pessoa bem-vinda em nossa casa... mas por outro lado, eu era bastante isolado dos horrores da guerra". Sua irmã, Carol, disse que sua mãe "acima de tudo queria proteger Carl... A vida dela estava extraordinariamente difícil lidando com a Segunda Guerra Mundial e o Holocausto".
No livro de Sagan, The Demon-Haunted World (Brasil: O Mundo Assombrado pelos Demônios: A Ciência Vista Como Uma Vela No Escuro / Portugal: Um mundo infestado de demónios), de 1996, são incluídas suas memórias deste período em conflito, período quando sua família lidava com as realidades da guerra na Europa, mas também tentava impedi-lo simultaneamente de perturbar seu espírito otimista.

### Curiosidade pela natureza
Assim que começou o ensino fundamental, Carl Sagan começou a manifestar uma forte curiosidade pela natureza. Sagan recorda-se de suas primeiras viagens para a biblioteca pública, sozinho, com a idade de cinco anos, quando sua mãe arranjou-lhe um cartão da biblioteca. Ele queria aprender o que eram as estrelas, já que nenhum de seus amigos ou até mesmo seus pais sabiam lhe dar uma resposta clara:
"Fui para o bibliotecário e pedi um livro sobre as estrelas... E a resposta foi impressionante. A resposta era que o Sol também era uma estrela, só que muito próxima. Logo, as estrelas eram outros sóis, mas estavam tão distantes que eram apenas pequenos pontos de luz para nós... A escala do universo de repente se abriu para mim. Era um tipo de experiência religiosa. Houve uma magnificência para ela, uma grandeza, uma escala que nunca me deixou. Nunca me deixará..."
Quando Sagan tinha seis ou sete anos de idade, ele e um amigo viajaram para o Museu Americano de História Natural, na cidade de Nova Iorque. Enquanto estavam por lá, eles foram ao Planetário Hayden e andaram na exposição sobre objetos do espaço, como os meteoritos, e também foram às exposições de dinossauros e outros animais em seus ambientes naturais. Sagan escreveu sobre estas exposições:
"Eu era fascinado por representações realistas de animais e seus habitats em todo o mundo. Pinguins no gelo antártico mal iluminado; uma família de gorilas, com o macho tamborilando no peito; um urso-cinzento americano de pé em suas patas traseiras, com seus dez ou doze pés de altura, fitando-me direto no olho."
Seus pais colaboraram em nutrir seu crescente interesse pela ciência, comprando-lhe jogos de química e livros enquanto criança. Seu interesse pelo espaço, no entanto, foi seu foco principal, especialmente após ler algumas histórias de ficção científica como as do escritor Edgar Rice Burroughs, que agitou sua imaginação com a temática de vida em outros planetas, como Marte. De acordo com o biógrafo Ray Spangenburg, nestes primeiros anos, Sagan tentou compreender os mistérios dos planetas, e isto tornou-se uma "força motriz em sua vida, uma faísca contínua para seu intelecto e uma busca pelo saber que jamais seria esquecida".

## Formação e carreira científica
Carl Sagan frequentou a Universidade de Chicago, onde participou da Sociedade Astrônomica Ryerson (Ryerson Astronomical Society), graduando-se em artes, em 1954, e com honras especiais e gerais em ciências, em 1955. Obteve um mestrado em física em 1956 e, por fim, tornou-se doutor em astronomia e astrofísica, em 1960. Durante seu período na faculdade, Sagan trabalhou em um laboratório com o geneticista Hermann Joseph Muller. De 1960 a 1962, Sagan desfrutou de uma Miller Fellows (programa constitui o apoio dos bolsistas de pesquisa) da Universidade da Califórnia em Berkeley. De 1962 a 1968, trabalhou no Observatório Astrofísico Smithsonian em Cambridge, Massachusetts.
Simultaneamente, Sagan lecionou e pesquisou na Universidade Harvard até 1968, ano em que ele se juntou à Universidade Cornell, em Ithaca, estado de Nova Iorque. Em 1971, foi nomeado professor titular e diretor do laboratório de estudos planetários. De 1972 a 1981, foi diretor associado ao Centro de Radiofísica e Investigação Espacial de Cornell. Juntamente ao seu cargo de professor titular, Sagan ministrou um curso de pensamento crítico na Universidade Cornell até sua morte, em 1996.

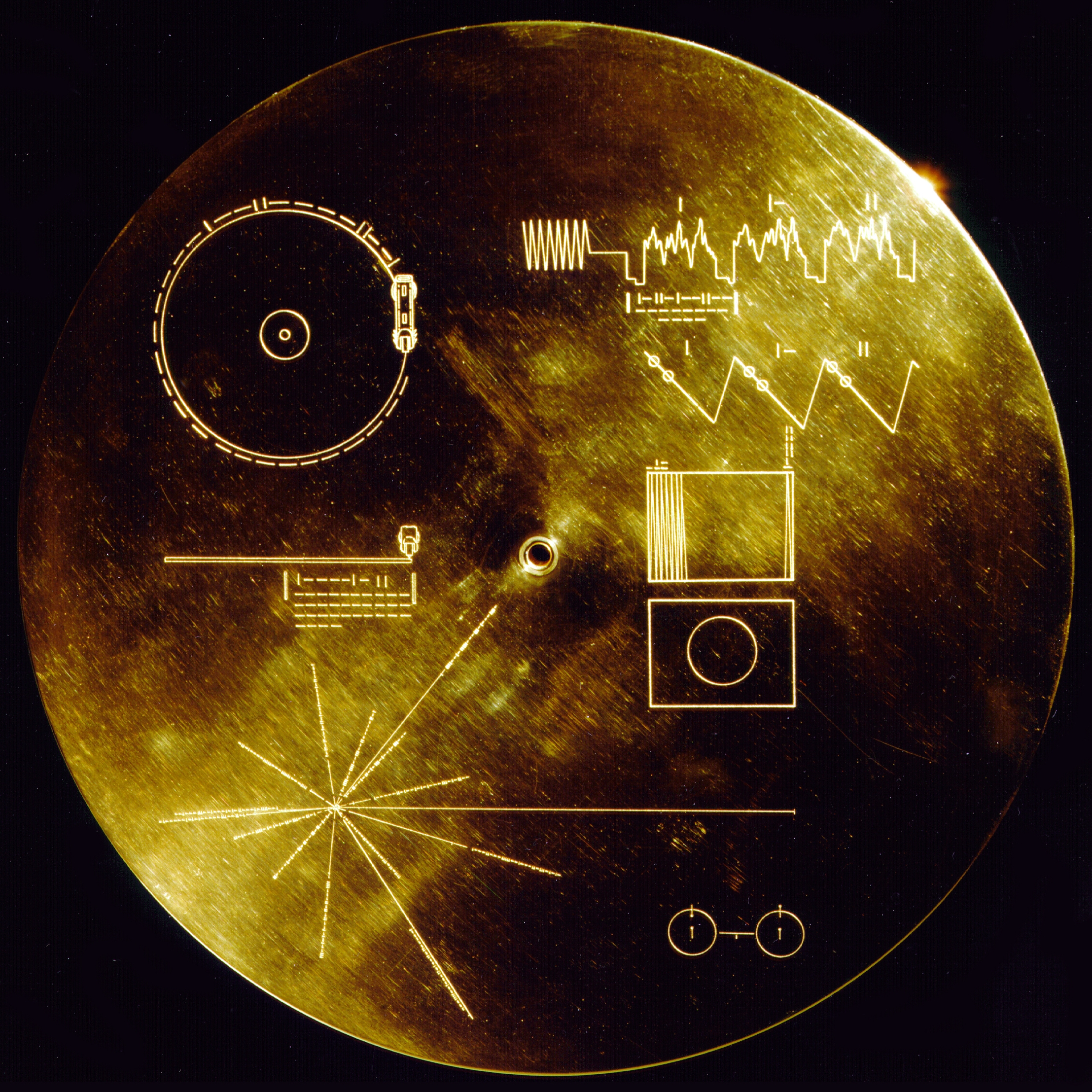
A Voyager Golden Record, o conteúdo destes discos foi selecionado por um comitê da NASA chefiado por Carl Sagan.

Sagan esteve vinculado ao programa espacial estadunidense desde o seu começo. Desde a década de 1950, trabalhou como assessor da NASA, onde um de seus feitos foi dar as instruções aos astronautas participantes do programa Apollo antes de partirem à Lua. Sagan participou de várias missões que enviaram naves espaciais robóticas para explorar o Sistema Solar, preparando os experimentos para várias destas expedições. Sagan concebeu a ideia de incluir junto às naves espaciais que fossem abandonar o Sistema Solar uma mensagem universal que pudesse ser potencialmente compreensível por qualquer inteligência extraterrestre que a encontrasse. Sagan preparou a primeira mensagem física enviada ao espaço exterior: uma placa anodizada, acoplada à sonda espacial Pioneer 10, lançada em 1972. A Pioneer 11, que levava uma cópia da placa, foi lançada no ano seguinte. Sagan continuou refinando suas mensagens; a mensagem mais elaborada que ajudou a desenvolver e preparar foi o Disco de Ouro da Voyager, que foi enviada pelas sondas espaciais Voyager em 1977. Sagan se opunha frequentemente ao financiamento de sistemas de transporte espacial ou de estações espaciais no lugar de futuras missões robóticas.

## Realizações científicas
As contribuições de Sagan foram vitais para o descobrimento das altas temperaturas superficiais do planeta Vênus. No início da década de 60, a ciência nada sabia sobre quais eram as condições básicas da superfície deste planeta, e Sagan enumerou as possibilidades em um artigo que posteriormente foi divulgado em um livro da Time intitulado Planetas. Em sua opinião, Vênus era um planeta seco e muito quente, em oposição ao paraíso temperado que outros haviam imaginado. Sagan investigou as emissões de rádio provenientes de Vênus e chegou à conclusão de que a temperatura superficial deste planeta deveria ser aproximadamente 500 °C. Como cientista visitante do Jet Propulsion Laboratory da NASA, participou das primeiras missões do programa Mariner a Vênus, trabalhando com o desenho e gestão do projeto. Em 1962, a sonda Mariner 2 confirmou suas conclusões sobre as condições superficiais do planeta.
Carl Sagan foi um dos primeiros a idealizar a hipótese de que uma das luas de Saturno, Titã, poderia abrigar oceanos de compostos líquidos em sua superfície, e que uma das luas de Júpiter, Europa, poderia abrigar oceanos de água subterrâneos, isto faria com que Europa fosse potencialmente habitável por formas de vida. O oceano de água subterrâneo de Europa foi posteriormente confirmado de forma indireta pela sonda espacial Galileu. O mistério da névoa avermelhada de Titã também foi resolvido com a ajuda de Sagan, cuja explicação foi que a névoa existia devido às moléculas orgânicas complexas em constante chuva na superfície da lua saturniana.
Sagan também contribuiu para a melhor entendimento das atmosferas de Vênus e Júpiter e das mudanças sazonais em Marte. Sagan determinou que a atmosfera de Vênus é extremamente quente e densa com pressões que aumentam gradualmente até a superfície do planeta. Também notou o aquecimento global como um perigo crescente de origem humana e comparou com a evolução natural de Vênus, cujo efeito estufa o tornou descontroladamente quente e impróprio para a vida. Sagan e seu colega da Universidade Cornell, Edwin Ernest Salpeter, especularam sobre a possibilidade da existência de vida nas nuvens de Júpiter, dada a composição da densa atmosfera do planeta, rica em moléculas orgânicas. Sagan também estudou as variações de cor na superfície de Marte e concluiu que não se tratava de vegetações, ou se deviam às mudanças sazonais como muitos acreditavam, mas sim ao deslocamento de poeira da superfície causado por tempestades.
No entanto, Sagan é mais conhecido por suas pesquisas sobre a possibilidade de vida extraterrestre, incluindo a demonstração experimental da produção de aminoácidos por radiação e a partir de reações químicas básicas.
Em 1994, Sagan recebeu a Medalha Bem-Estar Público, a maior condecoração da Academia Nacional de Ciências dos Estados Unidos por suas distintas contribuições para a aplicação da ciência e para o bem-estar da humanidade. Diz-se que lhe foi negado o ingresso à academia porque sua atividade havia gerado impopularidade ante outros cientistas.
Em suma, Carl Sagan teve um papel significativo no programa espacial americano desde o seu início. Foi consultor e conselheiro da NASA desde os anos 1950, trabalhou com os astronautas do Projeto Apollo antes de suas idas à Lua e chefiou os projetos da Mariner e Viking, pioneiras na exploração do sistema solar que permitiram obter importantes informações sobre Vênus e Marte. Participou também das missões Voyager e da sonda Galileu. Foi decisivo na explicação do efeito estufa em Vênus e o descobrimento das altas temperaturas do planeta, na explicação das mudanças sazonais da atmosfera de Marte e na descoberta das moléculas orgânicas em Titã, satélite de Saturno. Ele também foi um dos maiores divulgadores da ciência de todos os tempos ao apresentar a série Cosmos em 1980.

## Divulgação científica
A habilidade de Sagan para transmitir suas ideias permitiu que muitas pessoas compreendessem o cosmos, simultaneamente enfatizando o valor da raça humana e a insignificância da Terra em relação ao universo. Em Londres, participou da edição de 1977 da Royal Institution Christmas Lectures. Foi apresentador, coautor e coprodutor, juntamente a Ann Druyan e Steven Soter, da popular série de televisão de treze episódios Cosmos: Uma Viagem Pessoal, produzida pela PBS, e que seguiu o formato da série de televisão A Escalada do Homem, apresentada por Jacob Bronowski. Sua série Cosmos abrangeu diversos temas científicos, que incluem desde a origem da vida até uma perspectiva de nosso lugar no universo. Ganhou o Prêmio Emmy e o Prêmio Peabody. Foi transmitida em mais de 60 países e assistida por mais de 600 milhões de pessoas, atingindo a marca de programa mais visto na história do canal PBS. A revista Time publicou uma matéria de capa sobre Sagan pouco depois da estreia de Cosmos, referindo-se a ele como "o criador, autor principal e apresentador-narrador da nova série de televisão aberta Cosmos, sob o controle de sua nave da fantasia". 

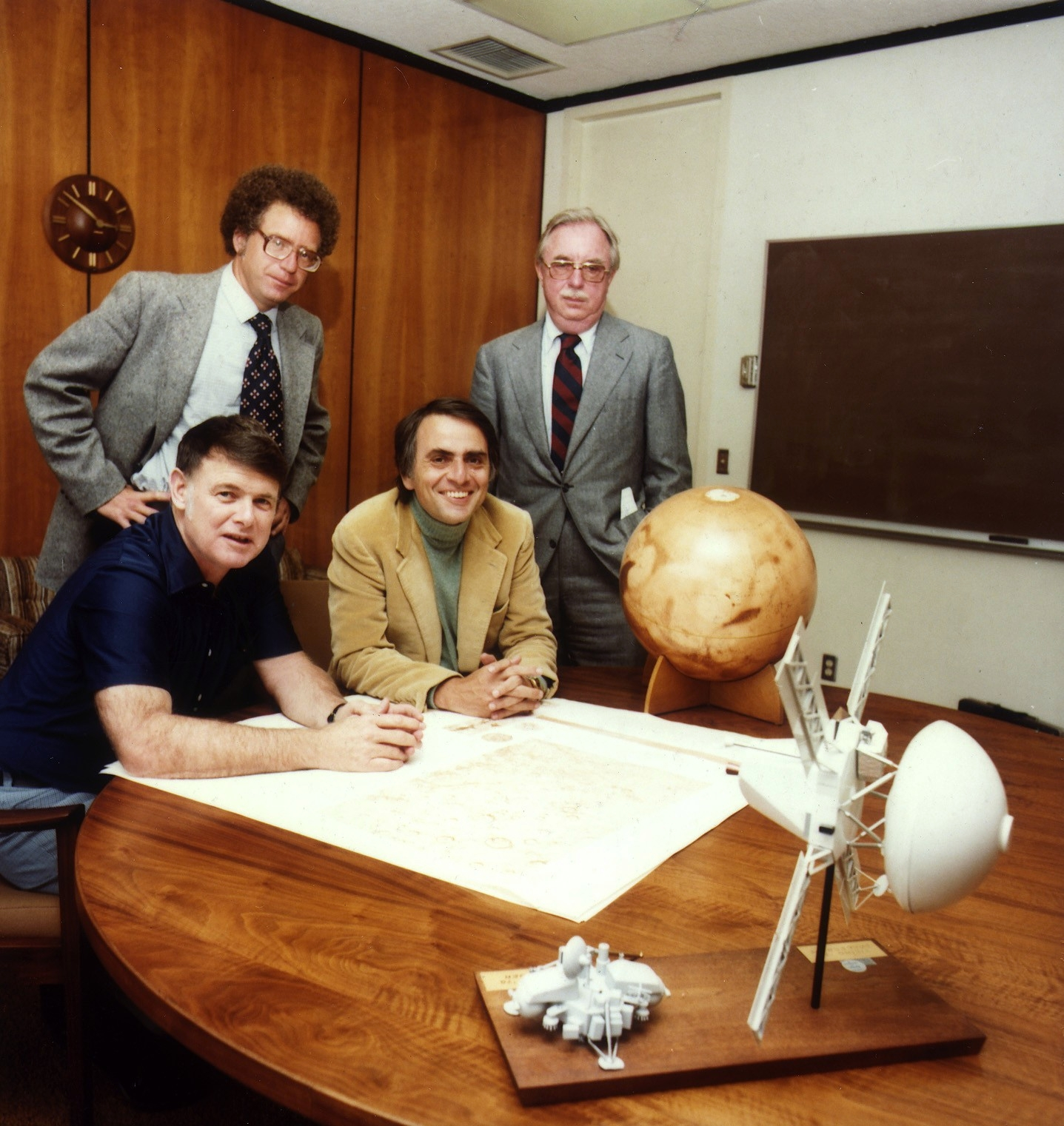
Os fundadores da Sociedade Planetária. Carl Sagan está sentado à direita.

Sagan defendeu a busca por vida extraterrestre, convidando a comunidade científica a utilizar radiotelescópios para procurar por sinais provenientes de formas de vida extraterrestre potencialmente inteligentes. Sagan foi tão persuasivo que, em 1982, conseguiu publicar na revista Science uma petição em defesa do projeto SETI assinado por quase 70 cientistas, incluindo sete ganhadores do Prêmio Nobel, causando uma grande aceitação de um campo tão controverso. Sagan também ajudou o Dr. Frank Drake a preparar a mensagem de Arecibo, uma sequência de sinais de rádio dirigidas ao espaço enviadas através do radiotelescópio de Arecibo em 16 de novembro de 1974, destinada a informar sobre a existência da Terra a possíveis extraterrestres.
De 1968 a 1979, Sagan foi editor da revista Icarus, publicação para profissionais na pesquisa planetária. Foi cofundador da Sociedade Planetária, o maior grupo do mundo dedicado à pesquisa espacial, com mais de cem mil membros em mais de 149 países, e foi membro do Conselho de Administração do Instituto SETI. Sagan exerceu também os cargos de Presidente da Divisão de Ciências Planetárias da Sociedade Astronômica Americana, Presidente da Seção de Planetologia da União Geofísica Americana e de Presidente da Seção de Astronomia da Associação Americana para o Avanço da Ciência.
No contexto da guerra fria, Sagan dedicou-se à conscientização da opinião pública sobre os efeitos de uma guerra nuclear, quando um modelo matemático climático sugeriu que uma guerra nuclear de proporções possíveis poderia desestabilizar o delicado equilíbrio da vida na Terra. Ele foi um dos cinco autores (assinando como o autor "S") do relatório TTAPS, como ficou conhecido esse artigo de pesquisa. Foi coautor do artigo científico que projetava a hipótese de um inverno nuclear global após uma guerra nuclear. Também foi coautor do livro O Inverno Nuclear: O mundo após uma guerra nuclear, uma análise exaustiva do fenômeno do inverno nuclear.
Sagan escreveu uma sequência ao livro Cosmos, chamado Pálido Ponto Azul, que entrou na lista dos livros mais vendidos de janeiro no The New York Times, em 1995. Em janeiro de 1995, Sagan apareceu no programa de Charlie Rose, na PBS. Também foi conhecido pela sua posição a favor do ceticismo científico e contra as pseudociências, como sua refutação ao caso de abdução de Betty e Barney Hill.

### Pálido ponto azul

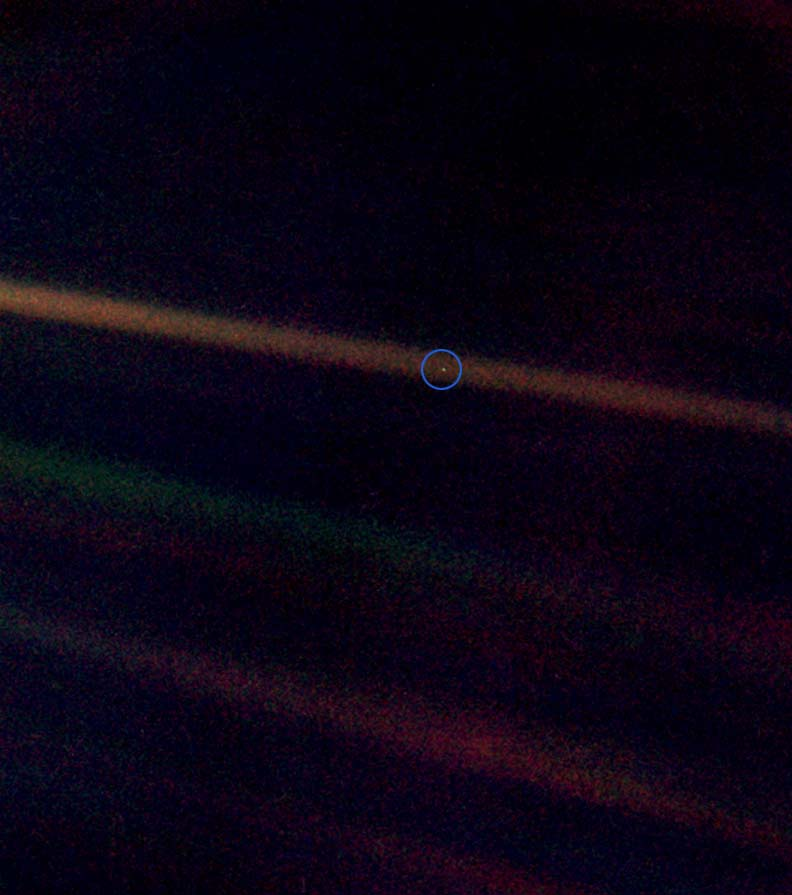
A Terra é um minúsculo ponto, distante 6,4 bilhões de quilômetros, no meio de um raio solar, circulado em azul.

No dia 14 de fevereiro de 1990, tendo completado sua missão primordial, foi enviado um comando à Voyager 1 para se virar e tirar fotografias dos planetas que havia visitado. A NASA havia feito uma compilação de cerca de 60 imagens criando neste evento único um mosaico do Sistema Solar. Uma imagem que retornou da Voyager era a Terra, a 6,4 bilhões de quilômetros de distância, mostrando-a como um "pálido ponto azul" na granulada imagem.
Sagan escreveria mais tarde sobre a fotografia - de maneira muito profunda - no seu livro de 1994, Pálido Ponto Azul:
Olhem de novo para esse ponto. Isso é a nossa casa, isso somos nós. Nele, todos que você ama, todos que você conhece, todos que já ouvimos falar, todo ser humano que já existiu, viveram suas vidas. O agregado de nossas alegrias e sofrimentos, milhares de religiões, ideologias e doutrinas econômicas, cada caçador e saqueador, cada herói e covarde, cada criador e destruidor da civilização, cada rei e plebeu, cada jovem casal apaixonado, cada mãe e pai, cada criança esperançosa, inventores e exploradores, cada educador, cada político corrupto, cada superestrela, cada líder supremo, cada santo e pecador na história da nossa espécie viveu ali, em um grão de poeira suspenso num raio de sol.

A Terra é um cenário muito pequeno em uma imensa arena cósmica. Pense nos rios de sangue derramados por todos aqueles generais e imperadores, para que, em sua glória e triunfo, eles pudessem se tornar os mestres momentâneos de uma fração desse ponto. Pense nas infindáveis crueldades infligidas pelos habitantes de um canto deste pixel aos quase indistinguíveis habitantes de algum outro canto. Quão frequentes as suas incompreensões, quão ávidos de se matarem e o quão fervorosamente eles se odeiam.
Nossas atitudes, nossa imaginária auto-importância, a ilusão de que temos uma posição privilegiada no Universo, é desafiada por este pálido ponto de luz.
O nosso planeta é um espécime solitário na grande e envolvente escuridão cósmica. Na nossa obscuridade - em toda essa vastidão -, não há nenhum indício de que a ajuda possa vir de outro lugar para nos salvar de nós mesmos.
A Terra é o único mundo conhecido, até hoje, que abriga a vida. Não há mais algum - pelo menos no futuro próximo -, para onde a nossa espécie possa emigrar. Visitar, pode. Assentar-se, ainda não. Gostando ou não, por enquanto, a Terra é onde temos de ficar.

Tem-se falado da astronomia como uma experiência criadora de humildade e construção de caráter. Não há, talvez, melhor demonstração das tolas e vãs soberbas humanas do que esta distante imagem do nosso miúdo mundo. Para mim, acentua a nossa responsabilidade para nos portar mais amavelmente uns para com os outros, e para protegermos e acarinharmos o pálido ponto azul, o único lar que nós conhecemos.— Carl Sagan

### Unidade Sagan
Como uma homenagem bem-humorada a Carl Sagan e sua associação com o slogan "bilhões e bilhões", 1 Sagan foi definido como uma unidade de medida equivalente a uma grande quantidade de qualquer coisa.

## Ativismo social
Carl Sagan acreditava na equação de Drake, que, ante a ausência de estimativas razoáveis, sugere a existência de um grande número de civilizações extraterrestres, mas a falta de evidências da existência das mesmas, somada ao paradoxo de Fermi, indicaria a tendência das civilizações tecnológicas a se autodestruir, o que implica o último termo da equação de Drake. Isso despertou o seu interesse em identificar e divulgar as várias maneiras em que a humanidade poderia se autodestruir, esperando ser capaz de evitar esta catástrofe e, finalmente, permitir que os seres humanos tornem-se uma espécie capaz de viajar através do espaço. A profunda preocupação de Sagan com uma potencial destruição da civilização humana em um holocausto nuclear refletiu-se em um segmento memorável no episódio final da série Cosmos, intitulado Quem fala em nome da Terra?. Sagan demitiu-se de seu posto de conselheiro científico do Conselho Científico da Força Aérea Americana e recusou voluntariamente a sua autorização de acesso ao material ultrassecreto da Guerra do Vietnam. Depois de seu casamento com sua terceira e última esposa, a escritora Ann Druyan, em junho de 1981, Sagan aumentou sua atividade política, especificamente sua oposição à corrida armamentista, durante a presidência de Ronald Reagan.

Os estoques nucleares dos Estados Unidos e da União Soviética/Rússia, em número total de bombas/ogivas nucleares existentes ao longo da Guerra Fria e da era pós-Guerra Fria.

Em março de 1983, Reagan anunciou a chamada Iniciativa Estratégica de Defesa, um projeto em que foram investidos bilhões de dólares para desenvolver um sistema abrangente de defesa contra-ataques por mísseis nucleares, que ficou popularmente conhecido como o Programa Guerra nas Estrelas. Sagan era contra o projeto, argumentando que era tecnicamente impossível desenvolver esse sistema com o nível de perfeição exigido, que seria muito mais caro produzir o sistema do que para o inimigo atacar através de outros meios, e que a construção deste sistema poderia desestabilizar seriamente o equilíbrio nuclear entre Estados Unidos e a União Soviética, tornando impossível neste sentido qualquer progresso através de acordos de desarmamento nuclear.
Quando o líder soviético Mikhail Gorbachev declarou uma moratória unilateral para os testes com armas nucleares, que começariam em 6 de agosto de 1985, no 40º aniversário dos bombardeamentos de Hiroshima e Nagasaki, a administração de Reagan refutou a iniciativa soviética e se recusou a seguir o exemplo soviético. Em resposta, ativistas antinucleares e pacifistas americanos realizaram uma série de protestos no local de testes nucleares em Nevada, que começaram na Páscoa de 1986 e continuaram até 1987. Centenas de pessoas foram presas, incluindo Sagan.

## Vida privada, ideias e crenças

### Casamentos e descendentes
Carl Sagan casou-se três vezes: Em 1957, com a bióloga Lynn Margulis, mãe do escritor Dorion Sagan e do programador e empresário do ramo da informática Jeremy Sagan; em 1968, com a artista e roteirista Linda Salzman, mãe do escritor e roteirista Nick Sagan; e, em 1981, com a escritora Ann Druyan, mãe da produtora, roteirista e diretora Sasha Sagan e de Sam Sagan. Esta união durou até a morte do cientista, em 1996.

### Ciência e religião
Sagan escrevia frequentemente sobre religião e a relação entre religião e ciência, expressando seu ceticismo sobre a conceituação convencional de Deus como um ser sábio, por exemplo:
Algumas pessoas acreditam que Deus é um enorme homem de pele clara com uma longa barba branca, sentado em um trono em algum lugar lá em cima no céu, ocupado na contagem da queda de cada pardal. Outros – como Baruch Spinoza e Albert Einstein – consideraram Deus como essencialmente a soma do total das leis da física que descrevem o Universo. Eu não conheço nenhuma evidência convincente para a existência de um patriarca antropomórfico controlando o destino da humanidade a partir de algum ponto celestial escondido, porém seria uma insanidade negar a existência das leis da física.
Em outra descrição de seu ponto de vista sobre Deus, Sagan afirma categoricamente:
A ideia de que Deus é um gigante barbudo de pele branca sentado no céu é ridícula. Mas se, com esse conceito, você se referir a um conjunto de leis físicas que regem o Universo, então claramente existe um Deus. Só que ele é emocionalmente frustrante: afinal, não faz muito sentido rezar para a lei da gravidade!
Sobre o ateísmo, Sagan comentou em 1981:
Um ateu é alguém que tem certeza de que Deus não existe, alguém que tem evidências convincentes contra a existência de Deus. Eu não conheço uma evidência assim convincente. Como Deus pode ser relegado a tempos e locais remotos e a causas últimas, teríamos que saber muito mais sobre o universo do que sabemos agora para ter certeza de que Deus não existe. Ter certeza da existência de Deus e ter a certeza da não existência de Deus parece-me serem os extremos muito confiantes em um assunto tão cheio de dúvida e incerteza a ponto de inspirar, na verdade, muito pouca confiança.
A Ropert Pope, Sagan escreveu em 1996:
Eu não sou um ateu. Um ateu é alguém que tem evidências atraentes de que não há um Deus judeu-cristão-islâmico. Eu não sou tão sábio, mas tampouco considero haver qualquer coisa próxima de uma evidência adequada para tal deus. Por que vocês têm tanta pressa em se decidir? Por que não simplesmente esperar até que haja evidências atraentes?
Sagan também comentou sobre o cristianismo, afirmando que "Minha visão de longa data sobre o cristianismo é que ele representa um amálgama de duas partes aparentemente imiscíveis: a religião de Jesus e a religião de Paulo. Thomas Jefferson tentou extirpar as partes paulinas do Novo Testamento. Não sobrou muita coisa quando ele concluiu, mas era um documento inspirador".
Em 1996, em resposta a uma pergunta sobre suas crenças religiosas, Sagan respondeu: Eu sou agnóstico. O ponto de vista de Sagan sobre religião tem sido interpretado como uma forma de panteísmo comparável à crença de Albert Einstein no Deus de Spinoza. Sagan afirmava que a ideia de um criador do Universo era difícil de provar ou refutar, e que a única descoberta que poderia confrontar isto seria um universo infinitamente antigo. De acordo com sua última esposa Ann Druyan, Sagan não era um crente:
Quando meu marido morreu, porque ele era tão famoso e conhecido por não ser um crente, muitas pessoas vieram a mim – ainda acontece às vezes – me perguntar se Carl havia mudado no final e se convertido a uma crença na vida após a morte. Também me perguntam frequentemente se eu acho que vou vê-lo novamente. Carl enfrentou a morte com coragem inabalável e nunca procurou refúgio em ilusões. A tragédia foi que sabíamos que nunca iriamos nos ver outra vez. Eu não espero estar com Carl novamente.
Em 2006, Ann Druyan editou as palestras de Gifford sobre teologia natural, ministradas por Carl Sagan em Glasgow, na Escócia, no ano de 1985, incluindo assim a palestra no livro chamado Variedades da experiência científica: Uma visão pessoal da busca por Deus, em que o astrônomo expõe seu ponto de vista sobre as divindades e o mundo natural.

### Livre pensador e cético

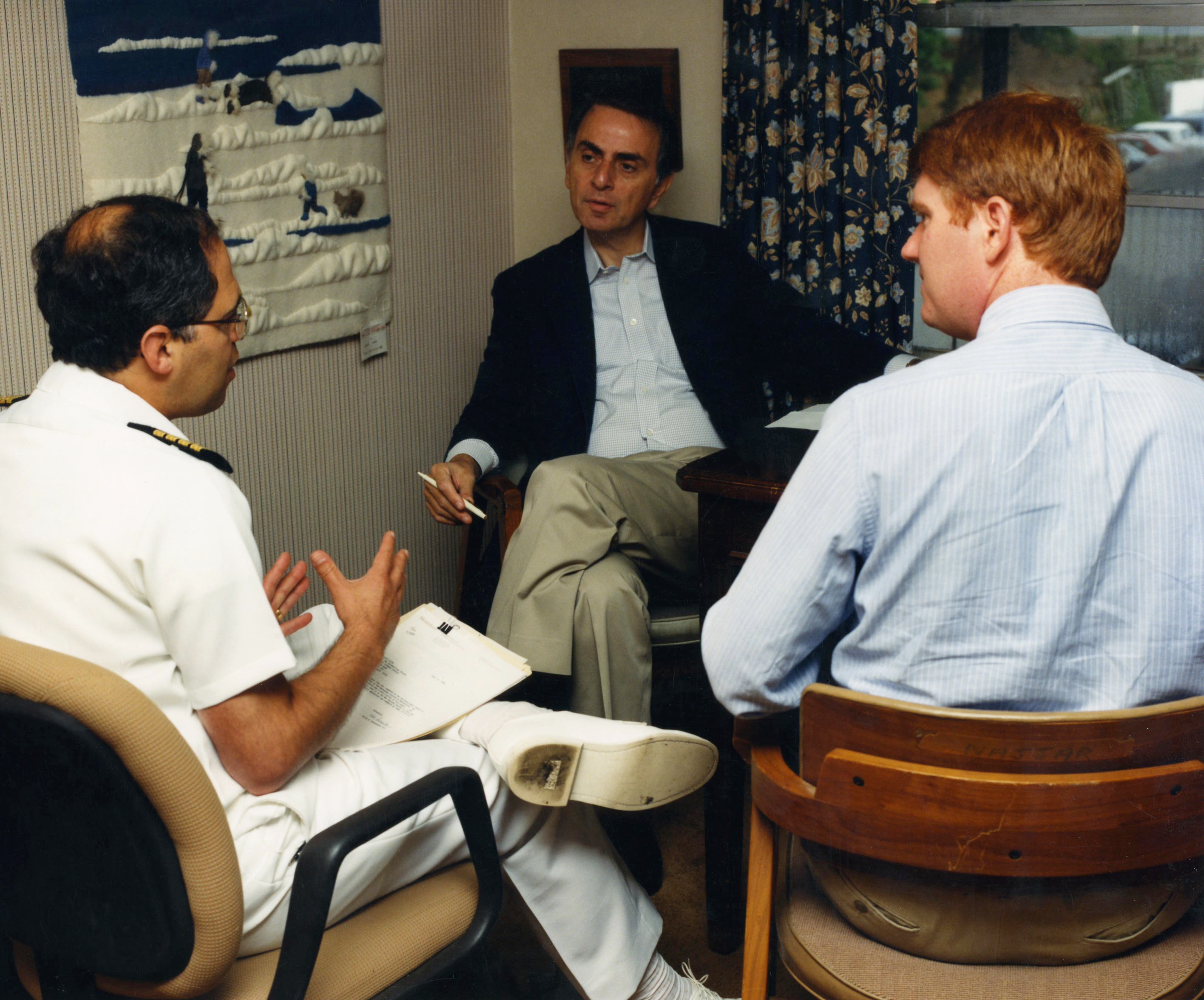
Carl Sagan (no centro) conversa com trabalhadores do CDC, em 1988.

Carl Sagan é considerado um livre pensador e cético. Uma de suas frases mais famosas, da série Cosmos, é: Afirmações extraordinárias requerem evidências extraordinárias. Esta frase é baseada em outra quase idêntica de seu colega Marcello Truzzi, fundador do Comitê para a Investigação Cética: Uma afirmação extraordinária requer uma prova extraordinária. Esta ideia teve sua origem com Pierre Simon Laplace (1749 - 1827), matemático e astrônomo francês, que disse: O peso de uma evidência de uma afirmação extraordinária deve ser proporcional à sua raridade.
Durante toda sua vida, os livros de Sagan desenvolveram-se sobre a sua visão cética do mundo natural. Em Brasil: The Demon-Haunted World / Portugal: O Mundo Assombrado pelos Demônios: A Ciência Vista Como Uma Vela No Escuro/Angola: The Demon-Haunted World, Sagan demonstrou ferramentas para testar argumentos e detectar falácias ou fraudes, essencialmente, defendendo o uso extensivo do pensamento crítico e do método científico. A compilação de Bilhões e Bilhões, publicada em 1997, após a morte de Sagan, contém ensaios, como sua opinião sobre o aborto e o relato de sua viúva, Ann Druyan, sobre a morte com um olhar cético, independente e livre pensador.

Sagan advertiu contra a tendência humana para o antropocentrismo. Ele foi orientador dos estudantes da Universidade Cornell para o tratamento ético dos animais. No capítulo "Blues por um Planeta Vermelho", do livro Cosmos, Sagan escreveu: 
Se existe vida em Marte, acho que não devíamos fazer nada ao planeta. Marte pertence, nesse caso, aos marcianos, mesmo se os marcianos forem apenas micróbios.

### Mr. X
Sagan foi um consumidor e defensor do uso da maconha. Através do pseudônimo Mr. X, ele contribuiu com um ensaio sobre a Cannabis para o livro de 1971, Marihuana Reconsidered. O ensaio explicava que o uso da maconha havia ajudado a inspirar grande parte dos trabalhos de Sagan e a melhorar suas experiências sensoriais e intelectuais. Após a morte de Sagan, seu amigo Lester Grinspoon revelou esta informação ao biógrafo Keay Davidson. A publicação da biografia Carl Sagan: Uma vida, em 1999, atraiu a atenção da mídia para este aspecto da vida de Sagan. Logo após sua morte, sua viúva, Ann Druyan, concordou em ser assessora do conselho da NORML, uma fundação dedicada à reforma da legislação sobre a maconha.

### O caso Apple
Em 1994, os engenheiros da Apple Computer batizaram o Power Macintosh 7100 com o codinome de Carl Sagan com a esperança de que a Apple iria ganhar milhares de milhões com as vendas do mesmo. O nome só foi utilizado internamente, mas Sagan preocupou-se pelo fato de ser convertido em um meio de promoção do produto e enviou à Apple uma carta de rescisão. A Apple aceitou a rescisão, mas os engenheiros responderam mudando o nome para BHA (siglas de Butt-Head Astronomer, que significa "astrônomo bundão", "tonto"). Sagan então processou a Apple por difamação, no tribunal federal. O tribunal aceitou a intenção da Apple de rejeitar a acusação de Sagan e disse, em Obiter Dictum, que um leitor situado no contexto compreenderia que a Apple estava tratando claramente de responder de forma humorística e satírica, e que é de fato algo forçado concluir que a acusada Apple tratava de criticar a reputação ou competência do réu como astrônomo. A perícia de um cientista não pode ser atacada com o uso da expressão teimoso. Sagan então denunciou o uso inicial de seu nome, mas voltou a perder, assim ele recorreu à conciliação. Em novembro de 1995, foi finalizado um acordo fora do tribunal e o escritório de patentes e marcas comerciais da Apple emitiu uma declaração conciliatória: "A Apple teve sempre um grande respeito pelo Dr. Sagan. Nunca foi intenção da Apple causar ao Dr. Sagan ou a sua família qualquer tipo de constrangimento ou preocupação".

### 2001: Uma odisseia no espaço
Sagan trabalhou brevemente como consultor no premiado filme 2001: Uma odisseia no espaço de 1968, dirigido por Stanley Kubrick. Sagan, embora reconhecendo o desejo de Kubrick de usar atores para interpretar os alienígenas humanoides por questão de conveniência, argumentou que era improvável que formas de vida alienígenas tivessem alguma semelhança com a vida terrestre, e que fazer isso seria "pelo menos um elemento de falsidade" no filme. Sagan propôs que o filme sugerisse, ao invés de mostrar, uma superinteligência extraterrestre. Ele foi à estreia e ficou "feliz em ver que fui de alguma ajuda". Kubrick deu a entender a natureza da misteriosa espécie alienígena não vista em 2001, ao sugerir, em 1968, que dados os milhões de anos de evolução, eles progrediram de seres biológicos para "entidades máquinas imortais", e depois para "seres de pura energia e espírito"; seres com "capacidades ilimitadas e inteligência indomável".

### O fenômeno OVNI
Sagan mostrou interesse nas notícias sobre o fenômeno OVNI ao menos desde 3 de agosto de 1952, quando escreveu uma carta ao Secretário de Estado americano Dean Acheson perguntando como responderiam os EUA se os discos voadores forem realmente de origem extraterrestre. Posteriormente, em 1964, manteve várias conversas sobre o assunto com Jacques Vallee. Apesar de seu ceticismo no que diz respeito à obtenção de qualquer resposta extraordinária com a questão OVNI, Sagan acreditava que os cientistas deviam estudar o fenômeno, ainda que fosse somente para responder ao grande interesse que o assunto desperta nas pessoas.[carece de fontes?]
Stuart Appelle comentou que Sagan escrevia frequentemente sobre aquilo que ele percebia como falsas lógicas ou experiências sobre os discos voadores, como as experiências com abduções. Sagan rejeitava a explicação extraterrestre do fenômeno, e acreditava que a análise de relatos de OVNIs possuía benefícios empíricos e pedagógicos, e que o assunto seria, portanto, uma matéria de estudos legítima.
Em 1966, Sagan foi membro do Comitê Ad Hoc para a revisão do Projeto Blue Book, promovido pela força aérea dos Estados Unidos para investigar o fenômeno OVNI. O comitê concluiu que o projeto deixava a desejar como um estudo científico e recomendou a realização de um projeto universitário para submeter o estudo do fenômeno a um nível mais científico. O resultado foi a formação do Comitê Condon (1966 - 1968), liderado pelo físico Edward Condon, e que, em seu relatório final, formalmente definiu que os OVNIs, independentes de sua origem ou significado, não se comportavam de maneira consistente para representar uma ameaça à segurança nacional.

Ron Westrum escreve: 
O ponto culminante do tratamento que Sagan concedeu à questão OVNI foi no simpósio da Associação Americana para o Avanço da Ciência, em 1969. Os participantes expuseram uma grande variedade de opiniões sobre o tema, incluindo não só os proponentes como James McDonald e J. Allen Hynek, como também céticos como os astrônomos William Hartmann e Donald Menzel. A lista de oradores foi equilibrada, e o mérito de Sagan era que o evento havia acontecido apesar da pressão exercida por Edward Condon. 
Junto ao físico Thornton Page, Sagan acompanhou as conferências e debates apresentados no simpósio, e estas foram publicadas em 1972 sob o título UFOs: A Scientific Debate. Em alguns dos numerosos livros de Sagan se observa a questão OVNI (assim como em um dos episódios de Cosmos), e afirma-se a existência de um fundo religioso ao fenômeno.[carece de fontes?]
Em 1980, Sagan voltou a revelar seu ponto de vista sobre as viagens interestelares na sua série Cosmos. Em uma de suas últimas obras escritas, Sagan explicou que a probabilidade de que naves espaciais extraterrestres visitem a Terra é muito pequena. No entanto, Sagan acreditava que a preocupação causada pela Guerra Fria contribuísse para que os governos não informassem os cidadãos sobre os discos voadores, e que algumas análises e relatórios sobre OVNIs, e talvez volumosos arquivos, foram declarados inacessíveis pelo povo que paga impostos... Já era hora de estes arquivos serem desclassificados e postos à disposição de todos. Ele também advertiu contra conclusões precipitadas sobre OVNIs e insistiu que não havia nenhuma evidência clara de possíveis alienígenas terem visitado a Terra no passado ou no presente.

### Doença e falecimento

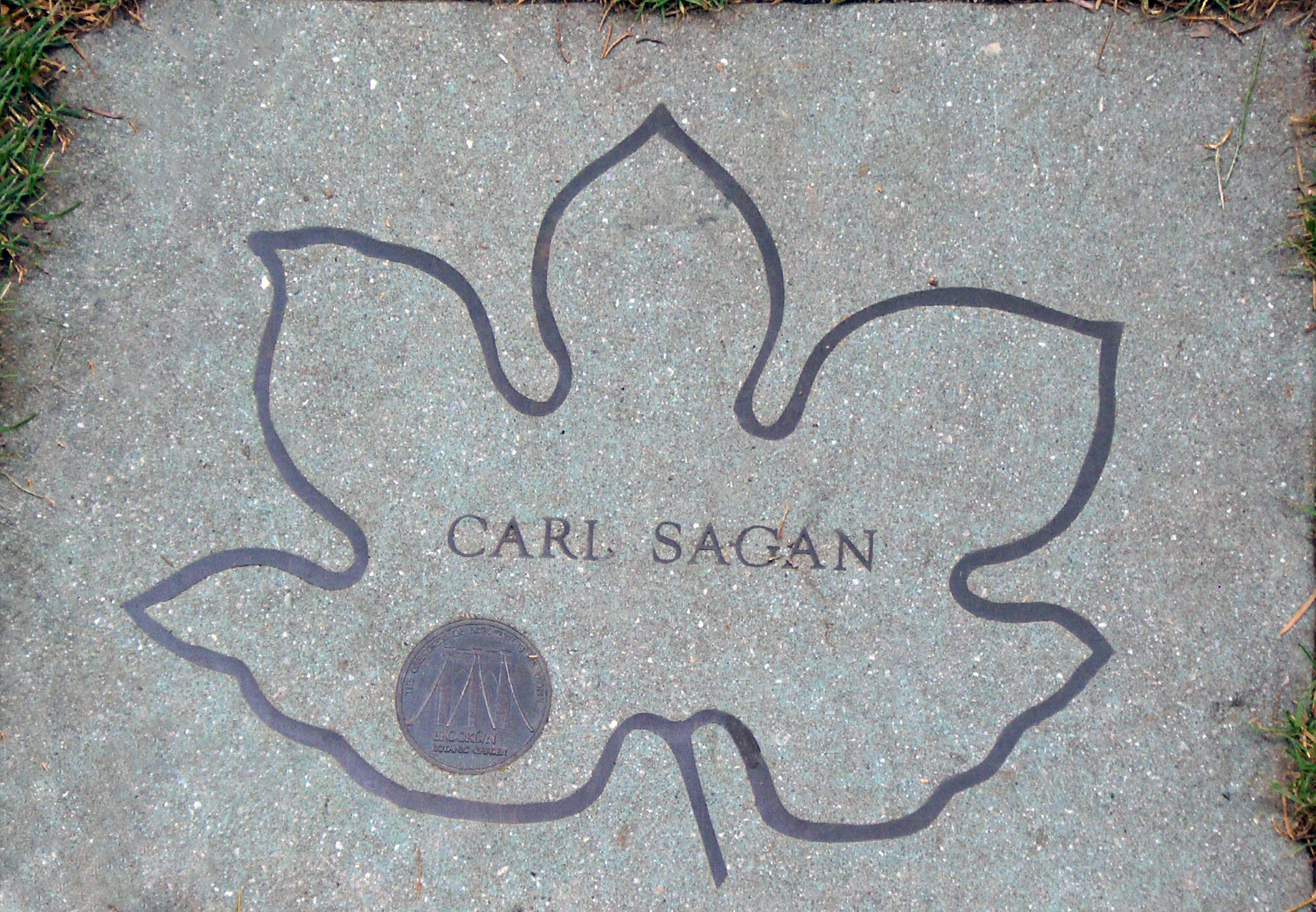
Pedra dedicada a Carl Sagan na praça Celebrity Path, no jardim botânico do Brooklyn.

Dois anos depois de ser diagnosticado com mielodisplasia, e depois de se submeter a três transplantes de medula óssea provenientes de sua irmã, Carl Sagan morreu de pneumonia aos 62 anos de idade no Centro de Pesquisas do Câncer Fred Hutchinson de Seattle, Washington, em 20 de dezembro de 1996. Sagan foi enterrado no Lake View Cemetery, em Ithaca, Nova Iorque.

## Premiações e homenagens

### Premiações

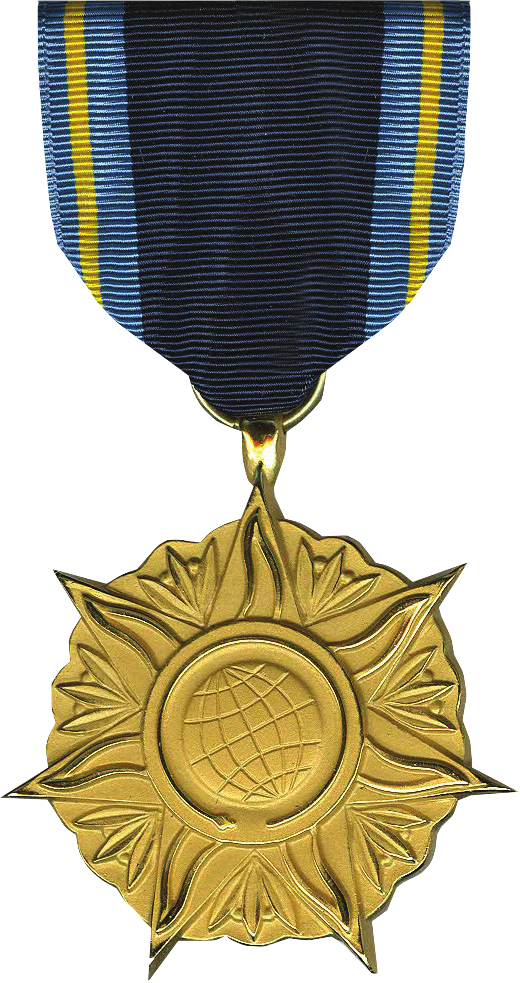
Medalha da NASA de Serviço Público de Destaque.

Carl Sagan recebeu diversos prêmios e homenagens de diversos centros de pesquisas e entidades ligadas à astronomia. A seguir, uma lista dos seus prêmios:
- Miller Research Fellows (1960 - 1962) do Instituto Miller.[93]
- Prêmio Klumpke-Roberts de 1974, concedido pela Sociedade Astronômica do Pacífico.[94]
- Prêmio Joseph Priestley de 1975, por "distintas contribuições para o bem-estar da humanidade".[95]
- Prêmio do Projeto Apollo concedido pela NASA.[6][44]
- Medalha da NASA por Excepcionais Feitos Científicos.[6][44]
- Medalha da NASA por Serviço Público de Destaque. (1977)[6][44]
- Prêmio Galbert de Astronáutica.[96]
- Prémio Pulitzer de Não Ficção Geral de 1978, por seu livro Os Dragões do Éden.[97]
- Prêmio de Astronáutica John F. Kennedy da Sociedade Astronáutica Americana.[6][44]
- Medalha Konstantin Tsiolkovsky concedida pela Federação Cosmonáutica Soviética.[6][44]
- Prêmio Peabody de 1980 pela série Cosmos.[36]
- Prêmio Lowell Thomas do Clube de Exploradores no 75º aniversário do Clube (1980).[98]
- Prêmio Anual de Excelência Televisiva de 1981, concedido pela Universidade do Estado de Ohio pela série Cosmos: Uma viagem Pessoal.[carece de fontes?]
- Prêmio Hugo de 1981 por Cosmos.[99]
- Prêmio Emmy de 1981, na categoria de Trabalho Individual de Destaque, por sua série Cosmos.[35]
- Prêmio Primetime Emmy de 1981, na categoria Série de Documentários de Destaque, por sua série Cosmos.[35]
- Humanista do Ano de 1981, concedido pela Associação Humanista Americana.[100]
- Prêmio Locus de 1986, por sua novela Contato.[101]
- Prêmio Elogio à Razão de 1987, concedido pelo Comitê para a Investigação Cética.[102]
- Prêmio Helen Caldicott, concedido pela Ação Feminina para o Desarmamento Nuclear.[103]
- Medalha Oersted de 1990 da Associação Americana de Professores de Física.[104]
- Prêmio Masursky de 1991, da Sociedade Astronômica Norte-Americana.[6][44]
- Prêmio da Academia Nacional de Ciências de 1994 (no caso, o Public Welfare Medal), o maior prêmio científico das Américas, por "distintas contribuições para o bem-estar da humanidade".[105]
- Prêmio Isaac Asimov de 1994, concedido pelo Comitê para a Investigação Cética.[106]

#### Premiações póstumas
- Prêmio São Francisco: Crônica de Ficção Científica de 1998, pela sua novela Contato.[107]
- Prêmio Hugo de 1998 de Melhor Apresentação Dramática pelo filme Contato.[108]
- Posição 99 na lista de americanos mais importantes da história, de 5 de junho de 2005, na série The Greatest American, exibida no Discovey Channel.[109]
- Membro do Salão da Fama de Nova Jersey desde 2009.[110]
- Nomeado membro honorário da Associação Literária Demosteniana em 10 de novembro de 2011.[carece de fontes?]

### Homenagens
Sagan foi o autor da introdução do livro de divulgação científica Uma Breve História do Tempo, do físico britânico Stephen Hawking, em sua primeira edição na língua inglesa, em 1988. Esta introdução foi substituída por outra em edições posteriores pelo fato de que Sagan era o proprietário dos direitos autorais do texto.[carece de fontes?]
O filme Contact, de 1997, baseado no livro homônimo de Sagan e finalizado após sua morte, possui nos créditos finais uma dedicatória a Carl Sagan.
Também em 1997 foi inaugurado na cidade de Ithaca, estado de Nova York, o Carl Sagan Planet Walk, uma recriação do sistema solar na escala de um pé de comprimento, com uma extensão total de 1,2 km, desde o centro da zona chamada The Commons até o Sciencenter, um museu de ciência interativo, do qual Sagan foi um dos membros fundadores do conselho de assessores.
Em homenagem, o lugar de aterrissagem da nave não tripulada Mars Pathfinder foi rebatizado como Carl Sagan Memorial Station, em 5 de julho de 1997. O monumento exibe uma frase de Sagan: Seja por qualquer razão que eu esteja em Marte, estou encantado de estar aqui, e eu desejaria estar aqui com vocês. Além disto, o asteroide da cintura de asteroides 2709 Sagan e a cratera marciana Sagan levam hoje seu nome.
Nick Sagan, filho de Carl, é autor de vários episódios da franquia Star Trek. Em um episódio da série Star Trek: Enterprise intitulado Terra Prime, é exibida uma breve imagem dos restos da sonda espacial Sojouner, que integrou parte da missão espacial Mars Pathfinder, hoje colocados junto a um monumento comemorativo na Carl Sagan Memorial Station, sobre a superfície marciana. Steve Squyres, ex-aluno de Sagan, foi o diretor da equipe que pousou com sucesso a Spirit Rover e a Opportunity Rover sobre a superfície marciana, em 2004.
Em 9 de novembro de 2001, no 67º aniversário de nascimento de Sagan, o Ames Research Center da NASA dedicou ao cientista o Carl Sagan Center for the Study of Life in the Cosmos. O responsável da NASA, Daniel Goldin disse: Carl foi um incrível visionário, e agora seu legado poderá ser preservado e ampliado por um laboratório de pesquisa e capacitação do século XXI dedicado a melhorar nossa compreensão da vida no universo e para jamais perder a causa da exploração espacial. Ann Druyan esteve presente na inauguração do centro, em 9 de novembro de 2001.
Em 20 de dezembro de 2006, no décimo aniversário de morte de Sagan, o blogueiro Joel Schlosberg organizou um evento para homenagear o dia. A ideia foi apoiada por Nick Sagan e contou com a participação de muitos membros da comunidade blogger.
Em agosto de 2007, o Grupo de Pesquisas Independentes (IIG) concedeu a Sagan, postumamente, um prêmio em homenagem a toda sua carreira científica, também atribuída a Harry Houdini e James Randi.
Em 2009, a gravadora Third Man Records organizou um projeto de música eletrônica chamado Symphony of Science, sob o comando do músico John Boswell. O projeto consiste em músicas compostas de trechos e remixagens de vídeos e outras obras de ciência popular, incluindo a série Cosmos. As canções resultantes foram postadas no Youtube, recebendo mais de 21 milhões de visualizações. Graças aos processos de remixagem, Carl Sagan é o "cantor" da música A Glorious Dawn.
Isaac Asimov descreveu Sagan como uma das duas pessoas que ele encontrou cujo intelecto ultrapassava o dele próprio. O outro, disse ele, foi o cientista de computadores e perito em inteligência artificial Marvin Minsky.
A partir de 2009, várias organizações em prol do humanismo e do secularismo promovem a celebração do Carl Sagan's Day, em 9 de novembro (seu aniversário) de cada ano, e a ideia rapidamente se espalhou pelo mundo, inclusive no Brasil. Para celebrar este dia há o costume de organizarem-se eventos de astronomia, palestras com convidados ilustres, fazer feiras de ciência e outros eventos do gênero.
O curta-metragem sueco de ficção científica de 2014, Wanderers, usa trechos da narração de Sagan de seu livro Pale Blue Dot, reproduzido sobre visuais criados digitalmente da possível futura expansão da humanidade para o espaço.
Em fevereiro de 2015, a banda de metal sinfônico Nightwish lançou a música "Sagan" como uma faixa bônus do álbum Endless Forms Most Beautiful, mas que acabou ficando para o single "Élan". A música, escrita pelo compositor e tecladista da banda Tuomas Holopainen, é uma homenagem à vida e obra do falecido Carl Sagan, o qual é considerado um "herói" por Tuomas, além de Charles Darwin e Richard Dawkins.

#### Prêmios em homenagem a Sagan
Há pelo menos três prêmios que carregam o nome de Sagan em sua homenagem:
- O Prêmio Comemorativo Carl Sagan (Carl Sagan Memorial Award), concedido desde 1997, pela Sociedade Astronômica Americana (AAS) e pela Sociedade Planetária.[130]
- A Medalha Carl Sagan (Carl Sagan Medal) por Excelência de Divulgação da Ciência Planetária, concedida desde 1998 pela Divisão de Ciências Planetárias da Sociedade Astronômica Americana (AAS/DPS), aos cientistas planetários em atividade que tenham realizado algum trabalho de destaque na divulgação desta ciência.[131] Sagan foi um dos membros do comitê organizador original da DPS.[132]
- O Prêmio Carl Sagan para a Compreensão Pública da Ciência (Carl Sagan Award for Public Understanding of Science), concedido desde 1993 pelo Conselho de Presidentes da Sociedade Científica (CSSP). Sagan foi o primeiro a receber este prêmio, em 1993.[133]

Em 2006, a Medalha Carl Sagan foi concedida ao astrobiológo e escritor David Grinspoon, filho de Lester Grinspoon, amigo de Sagan.

#### Carl Sagan por Ann Druyan
No décimo aniversário do falecimento de Carl Sagan, esta nota foi publicada em seu site oficial:
| “ | É provável que, se você veio aqui para se juntar a mim em um ato de recordação neste décimo aniversário da morte de Carl, você já conheça bem as numerosas realizações científicas e culturais do homem. É provável que você saiba que ele desempenhou um papel principal na exploração de nosso sistema solar, que ele acrescentou algo a nosso conhecimento das atmosferas de Vênus, Marte e Terra, que ele abriu caminho a novos ramos de investigação científica, que ele atraiu mais pessoas ao empreendimento científico que talvez qualquer outro ser humano e que ele era um cidadão consciencioso tanto da Terra como do cosmo. Talvez você seja um dos muitos que foram levemente empurrados a uma trajetória de vida diferente pela atração gravitacional de algo que ele disse ou escreveu ou sonhou. Em minha estimativa parcial, ele era uma figura histórica mundial que nos incentivou a deixar a espiritualidade geocêntrica, narcisista, “sobrenatural” de nossa infância e abraçar a vastidão — amadurecer ao tomar as revelações da revolução científica moderna de coração. | ” |
|   | — Ann Druyan. |   |

## Publicações
Com sua formação multidisciplinar, Sagan foi o autor de obras como Cosmos (complementar a sua premiada série de televisão), Os Dragões do Éden (pelo qual recebeu o Prémio Pulitzer de Não Ficção Geral), O Romance da Ciência, Pálido Ponto Azul e Brasil: O Mundo Assombrado pelos Demônios: A Ciência Vista Como Uma Vela No Escuro / Portugal: Um mundo infestado de demónios.[carece de fontes?]
Escreveu ainda o romance de ficção científica Contato, que foi levado para as telas de cinema, posteriormente a sua morte. Sua última obra, Bilhões e Bilhões, foi publicada postumamente por sua esposa e colaboradora Ann Druyan e consiste, fundamentalmente, numa compilação de artigos inéditos escritos por Sagan, tendo um capítulo sido escrito por ele enquanto se encontrava no hospital. Recentemente foi publicado no Brasil mais um livro sobre Sagan, Variedades da experiência científica: Uma visão pessoal da busca por Deus, que é uma coletânea de suas palestras sobre teologia natural.
A seguir, uma lista de suas obras, seguido dos autores, da editora (de preferência brasileira), do ano da publicação original (em língua inglesa), de seu respectivo ano de publicação no Brasil (em língua portuguesa), e de seu código ISBN:
- Os Planetas. Biblioteca Cientifica Life. Coescrito por Jonathan Norton Leonard, publicado em 1966 (em inglês);
- A Vida Inteligente no Universo. Coescrito por Iosif Shklovsky. Publicações Europa-américa, 1966 (em inglês), 1981 (em português), ISBN 1-892803-02-X, 509 páginas;
- UFOs: A Scientific Debate. Coescrito por Thornton Page. Cornell University Press, 1972 (em inglês), 310 páginas.
- Communication with extraterrestrial intelligence. MIT Press, 1973 (em inglês), 428 páginas, ISBN 978-84-320-3551-7.
- Marte e a Mente do homem. Artenova, 1973 (em inglês e português), 3 páginas;
- Conexão Cósmica: Uma perspectiva extraterrestre. Coescrito por Jerome Agel. Discute a possibilidade da existência de civilizações extraterrestres. Artenova, 1973 (em inglês), 1976 (em português), 301 páginas, ISBN 0-521-78303-8;
- Other Worlds. Bantam Books, 1975 (em inglês);
- Murmúrios da Terra: A Viagem Interestelar da Voyager Record. Francisco Alves, 1978 (em inglês e português), ISBN 0-394-41047-5;
- Os Dragões do Éden: Especulações sobre a Evolução da Inteligência Humana. Premiado com o Prémio Pulitzer de Não Ficção Geral. Francisco Alves, 1978 (em inglês e português), ISBN 0-345-34629-7, 288 páginas;
- Cérebro de Broca: Reflexões sobre o Romance da Ciência. Uma recompilação de artigos científicos. Francisco Alves, 1979 (em inglês e português), ISBN 0-345-33689-5, 416 páginas;
- Cosmos. Livro complementar a série de documentários homônima, sua obra de divulgação científica mais popular e influente, o que fez ele se tornar mundialmente famoso. Francisco Alves, 1980, ISBN 0-375-50832-5, 384 páginas;
- O Inverno Nuclear: O mundo após uma guerra nuclear. Francisco Alves, 1985 (em inglês e português). Coescrito por Paul Ehrlich, ISBN 978-84-206-9525-9;
- Cometa. Coescrito por Ann Druyan. Sobre a origem dos cometas. ISBN 0-345-41222-2, Francisco Alves, 1985 (em inglês e português), 496 páginas;
- Contato. História de ficção científica sobre um contato com uma civilização extraterrestre, serviu de base para um filme homônimo de 1997. Companhia das Letras, 1985 (em inglês), 1997 (em português), ISBN 1-56865-424-3, 352 páginas;
- A Path Where No Man Thought: Nuclear Winter and the End of the Arms Race. Coescrito por Richard Turco, Random House, 1990 (em inglês), ISBN 0-394-58307-8, 499 páginas;
- Shadows of Forgotten Ancestors: A Search for Who We Are. Sobre a evolução da espécie humana e o desenvolvimento das civilizações pré-históricas. Coescrito por Ann Druyan, Ballantine Books, 1993 (em inglês), ISBN 0-345-38472-5, 528 páginas;
- Pálido Ponto Azul. Considerado uma sequência de Cosmos, trata sobre a posição do ser humano perante o universo e analisa a possibilidade da humanidade como uma futura civilização viajante no espaço. Companhia das Letras, 1994 (em inglês e português), ISBN 0-679-43841-6, 429 páginas;
- Brasil: O Mundo Assombrado pelos Demônios: A Ciência Vista Como Uma Vela No Escuro / Portugal: Um mundo infestado de demónios. Uma defesa em prol do método científico e ceticismo em troca da superstição e da pseudociência. Companhia das Letras, 1996, ISBN 0-345-40946-9, 480 páginas;
- Bilhões e Bilhões. Última obra escrita por Sagan, considerada como seu testamento ideológico. Coescrito por Ann Druyan, Companhia das Letras, 1997 (em inglês), 1998 (em português), ISBN 0-345-37918-7, 320 páginas;
- Variedades da experiência científica: Uma visão pessoal da busca por Deus. Uma recompilação póstuma dos textos de Sagan nas Conferências Gifford sobre teologia natural. Editado por Ann Druyan, Companhia das Letras, 1985 (em inglês), 2010 (em português), ISBN 1-59420-107-2, 304 páginas.